# The Arusha Accord
The Arusha Accord ist eine sechsköpfige Band aus Reading, Großbritannien. Sie wurde 2005 von James Clayton, Tom Hollings, Luke Williams und Mark Vincent gegründet und verbindet technischen Death Metal mit Mathcore-Elementen.
Der Name der Band leitet sich aus dem Arusha-Abkommen (im Englischen: „arusha accord“) ab, welches das bedeutendste Friedensabkommen zwischen der damaligen Regierungspartei Ruandas MRND mit den Rebellen der RPF während des Bürgerkrieges bezeichnet. Die Band entschied sich für diesen Namen, da sie sich von den szenetypischen Bandnamen abgrenzen wollte.

## Geschichte
Bereits im Alter von elf Jahren lernten sich James Clayton, Tom Hollings, Luke Williams und Mark Vincent in der Grundschule kennen. Mit dem Hinzustoßen der Sänger Alex und Paul Green formte sich 2005 die Band The Arusha Accord. Nach drei Jahren intensivem Songwriting und Proben veröffentlichte die Band im Sommer 2008 ihre Debüt-EP Nightmares of the Ocean über Basick Records, welche einige Monate zuvor auf die Band aufmerksam geworden waren und diese unter Vertrag nahmen.
2009 verließ die Band Basick Records und machte sich auf die Suche nach einem neuen Label, da Basick Records zu diesem Zeitpunkt noch nicht über die Möglichkeit verfügte, dass geplante Debütalbum außerhalb Großbritanniens zu vertreiben, was es erschwerte, die Musik einer breiteren Masse zugänglich zu machen. Es folgten einige Angebote von verschiedenen Labeln, unter anderem von Listenable Records und Earache Records. Man entschied sich aber schließlich bei Wolf At Your Door Records zu unterschreiben, da das Management der Band Teil des Labels war. Im Sommer desselben Jahres veröffentlichte die Band eine selbstbetitelte Split-Single mit der aus dem kanadischen Vancouver kommenden Gruppe A Textbook Tragedy. Es folgte eine gemeinsame Tour durch Großbritannien. Im Anschluss erschien im November das erste Album The Echo Verses, auf dem sich neben acht neuen Liedern auch drei alte Songs der ersten EP in neu gemasterter Version befanden. Anschließend kündigte die Band im Sommer 2010 an, nach dem Auftritt auf dem Brutal Assault eine längere Pause einlegen zu wollen, welche ungefähr drei Jahre betragen wird.
Im Februar 2011 kehrten The Arusha Accord zurück zu Basick Records, nachdem diese durch Verträge mit dem deutschen Label Century Media und dem zur Warner Music Group gehörenden Unternehmen ADA einen weltweiten Vertrieb der eigenen Veröffentlichungen möglich machten. Im April veröffentlichte die Band einen Re-Release von The Echo Verses, welcher neben der ersten EP noch weiteres Bonus-Material enthielt. Das Album-Cover wurde von Tom Gilmour designt, welcher für das auf Cover-Artworks spezialisierte Unternehmen Wood & Cloud arbeitet, welches unter anderem auch das Cover für Devil Sold His Souls A Fragile Hope erstellt hat.
Im März 2013 kündigte die Band ihre Rückkehr für das kommende Jahr an. Während der bis dahin fast dreijährigen Pause habe man sich um persönliche Dinge, sowie andere Bands gekümmert, wie die Post-Hardcore-Band Attention Thieves von Alex Green, in der er sowohl als Sänger, als auch als Gitarrist aktiv mitwirkt. Über die Pause hinweg arbeitet die Band trotzdem an ihrem zweiten Studioalbum.

## Stil
The Arusha Accord zeichnen sich besonders durch die ständigen Takt- und Tempowechsel aus. Bassist Luke, welcher für das Songwriting zuständig ist, gab in einem Interview an, bereits im Alter von 16 Jahren aufgehört zu haben, Lieder im typischen 4/4-Takt zu schreiben, sondern sich beim Songwriting vor allem darauf konzentriert zu haben, andere Taktarten zu verwenden.

## Sonstiges
Die beiden Sänger Alex und Paul Green sind nicht, wie oftmals angenommen, Brüder, noch sind sie verwandt.

## Diskografie

### Alben
- 2009: The Echo Verses (Wolf At Your Door Records)
- 2011: The Echo Verses (Rerelease, Basick Records)

### EPs
- 2008: Nightmares of the Ocean (Basick Records)

### Splits
- 2009: The Arusha Accord / A Textbook Tragedy (7", Wolf At Your Door Records)